# چساپیک رنچ استیتس-درام پوینت (مریلند)
 چساپیک رنچ استیتس-درام پوینت (به انگلیسی: Drum Point) شهری در ایالت مریلند کشور ایالات متحده آمریکا است که جمعیت آن در سرشماری سال ۲۰۱۰ میلادی، ۲٬۷۳۱ نفر بوده‌است.